# Centigo
Centigo är ett svenskt konsultbolag inom management och  IT. Bolaget startades 2002 och hade 2018 drygt 280 anställda med endast organisk tillväxt. Kontoren finns eller har funnits i Stockholm, Malmö, Göteborg, Oslo och Shanghai . 
Centigo har av tidningen Dagens Industri utsetts till Gasellföretag 2007, 2008, 2009 och 2010 samt av Veckans Affärer till Superföretag 2008, 2009 och 2010.